# Marek Kulas (Radsportler, 1963)
Marek Kulas (* 6. Juli 1963 in Kościerzyna) ist ein ehemaliger polnischer Radrennfahrer.

## Sportliche Laufbahn
Kulas war Straßenradsportler startete für den Verein Flota Gdynia. Sein bedeutendster Erfolg als Amateur war der Sieg in der Polen-Rundfahrt 1986. Ebenfalls 1986 wurde er Vize-Meister im Mannschaftszeitfahren in Polen.
1984 siegte er im griechischen Etappenrennen Tour of Sacrifice vor Kanellos Kanellopoulos. 1985 belegte er in der Internationalen Friedensfahrt den 24. Platz. In der DDR-Rundfahrt wurde er 1987 auf dem 8. Rang klassiert und war damit bester ausländischer Starter. 1988 konnte er eine Etappe der Brasilien-Rundfahrt für sich entscheiden.
1989 wurde er Mitglied des ersten polnischen professionellen Radsportteams Exbud Kielce, das von Ryszard Szurkowski geleitet wurde. Als Profi wurde er 1990 Dritter der nationalen Meisterschaft im Straßenrennen hinter Zenon Jaskuła. 1992 holte er Etappensiege in der Herald Sun Tour und in der Niederösterreich-Rundfahrt. 1991 wurde er Zweiter im Eintagesrennen Paris–Bourges.
Dreimal bestritt er die Rennen bei den UCI-Straßen-Weltmeisterschaften als Profi. 1990 startete er bei der Vuelta a España, schied dort aber aus das Rennen.

## Familiäres
Sein Sohn Marek Kulas (* 1992) bestritt ebenfalls Radrennen.